# Jacob Lensky
Jacob Lensky (Vancouver, 6 december 1988) is een Canadees-Tsjechisch voormalig betaald voetballer die als verdediger of als middenvelder speelde. In de jeugd speelde hij onder meer voor Blackburn Rovers FC en Celtic FC.

## Clubcarrière

### Jeugd
Lensky speelde vanaf zijn zevende in Engeland. Hij had proefperiodes bij de jeugd van Liverpool en West Ham United en speelde van zijn achtste tot zijn elfde in de jeugd van Blackburn Rovers. Terug in Vancouver speelde hij in de jeugd van een team uit de lokale ICSF (Italian Canadian Soccer Federation) en Surrey United SC (uit de Vancouver Metro Soccer League). Na een geslaagde stage tekende hij op z'n vijftiende een voorcontract bij Celtic en vanaf januari 2005 ging hij daar in de jeugd spelen.

### Feyenoord
Op 4 september 2006 tekende Jacob Lensky een 2,5-jarig contract met een optie op nog eens twee jaar bij Feyenoord. Vanwege zijn leeftijd ging het contract pas in op 1 januari 2007. Voordat Lensky naar Feyenoord ging, stond hij onder contract bij Celtic uit Glasgow, maar daar kwam de Canadees geen enkele keer uit voor de hoofdmacht. Lensky liep al eerder stage bij Feyenoord en is mee geweest op trainingskamp naar Turkije begin januari 2007. Ook speelde hij in de voorbereiding wedstrijden voor FC Emmen, wat op niets is uitgelopen. Voor de uitwedstrijd tegen NAC Breda op 21 januari 2007 was Lensky al opgenomen in de selectie, maar hij kwam nog niet in actie. Uiteindelijk raakte hij geblesseerd.
Zijn debuut in de hoofdmacht van Feyenoord maakte hij op 11 februari 2007 in een uitwedstrijd tegen FC Twente die met 3-0 werd verloren door de Rotterdammers. Hij viel in de rust in voor Jonathan de Guzmán.
Op dinsdag 5 augustus 2008 werd door Feyenoord bekendgemaakt dat Lensky om privéredenen wilde stoppen met voetballen en zou terugkeren naar zijn vaderland. Later bleken de problemen van psychosomatische aard.

### FC Utrecht
Lensky bedacht zich in juli 2009 echter, waarop hij zich aanmeldde bij FC Utrecht. Dat stond hem toe mee te trainen met Jong FC Utrecht en het eerste team, om zijn conditie op peil te brengen. Daarnaast gaf het hem een eenjarig contract bij Jong FC Utrecht. Op 6 oktober 2009 werd bekend dat Lensky een opgewaardeerd contract krijgt bij FC Utrecht. In 2011 bleek Lensky met een alcoholverslaving te kampen. Hierdoor kwam hij in het seizoen 2011/12 weinig in actie voor FC Utrecht en eind december 2011 liet hij zijn contract ontbinden en ging terug naar Canada.

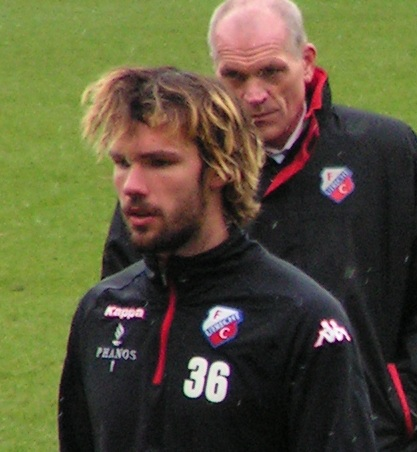
Lensky op de training bij FC Utrecht in 2010.

### Canada
Na zijn periode in Utrecht liep hij stage bij Vancouver Whitecaps. Dit leverde echter geen contract op. Lensky ging nadien op amateurniveau voetballen.

### Na zijn carrière
Lensky kreeg na zijn carrière te maken met verslavingsproblematiek. Dit is te zien in de ESPN documentaire "The Lensky Project", waarin Lensky in beeld zichzelf een dosis fentanyl toedient.

## Carrièrestatistieken
| Seizoen         | Club                | Land            | Competitie      | Competitie | Competitie | Beker | Beker | Internationaal | Internationaal | Overig | Overig | Totaal | Totaal |
| Seizoen         | Club                | Land            | Competitie      | Wed.       | Dlp.       | Wed.  | Dlp.  | Wed.           | Dlp.           | Wed.   | Dlp.   | Wed.   | Dlp.   |
| --------------- | ------------------- | --------------- | --------------- | ---------- | ---------- | ----- | ----- | -------------- | -------------- | ------ | ------ | ------ | ------ |
| 2006/07         | Feyenoord           | Nederland       | Eredivisie      | 1          | 0          | 0     | 0     | 0              | 0              | 0      | 0      | 0      | 0      |
| 2007/08         | Feyenoord           | Nederland       | Eredivisie      | 0          | 0          | 0     | 0     | 0              | 0              | 0      | 0      | 0      | 0      |
| 2008/09         | Vanvouver Whitecaps | Canada          | Division 2      | 0          | 0          | 0     | 0     | 0              | 0              | 0      | 0      | 0      | 0      |
| 2009/10         | FC Utrecht          | Nederland       | Eredivisie      | 28         | 4          | 1     | 0     | 1              | 0              | 0      | 0      | 30     | 4      |
| 2010/11         | FC Utrecht          | Nederland       | Eredivisie      | 27         | 0          | 3     | 0     | 10             | 0              | 0      | 0      | 40     | 0      |
| 2011/12         | FC Utrecht          | Nederland       | Eredivisie      | 3          | 0          | 0     | 0     | 0              | 0              | 0      | 0      | 3      | 0      |
| Carrière totaal | Carrière totaal     | Carrière totaal | Carrière totaal | 59         | 4          | 4     | 0     | 11             | 0              | 0      | 0      | 74     | 4      |

## Erelijst

### MetFeyenoord
| Nationaal          |    |         |
| Winnaar KNVB beker | 1x | 2007/08 |

## Trivia
- Lensky heeft Tsjechische ouders en daarom ook een Tsjechisch paspoort. Hij heeft tevergeefs geprobeerd bij een Tsjechische ploeg te voetballen en liet weten dat hij graag voor het Tsjechisch voetbalelftal zou uitkomen.